# (3959) Irwin
(3959) Irwin est un astéroïde de la ceinture principale.

## Description
(3959) Irwin est un astéroïde de la ceinture principale. Il fut découvert le 28 octobre 1954 à Brooklyn par l'Indiana Asteroid Program. Il présente une orbite caractérisée par un demi-grand axe de 2,26 UA, une excentricité de 0,19 et une inclinaison de 3,3° par rapport à l'écliptique.

## Compléments